# WTA German Open 1983
Il WTA German Open 1983 è stato un torneo di tennis giocato sulla terra rossa. È stata la 71ª edizione del German Open, che fa del Virginia Slims World Championship Series 1983. Si è giocato al Rot-Weiss Tennis Club di Berlino in Germania dal 16 al 23 maggio 1983.

## Campionesse

### Singolare
Chris Evert-Lloyd ha battuto in finale  Kathleen Horvath con il punteggio di 6–4, 7–6(3)

### Doppio
Jo Durie /  Anne Hobbs hanno battuto in finale  Claudia Kohde Kilsch /  Eva Pfaff con il punteggio di 6–4, 7–6(2).